# Togga
TOGGA, spol. s r.o. je vydavatelství a nakladatelství, zaměřující se především na knižní publikace z oblasti muzikologie a humanitních oborů.

Togga byla založena v květnu 1997, původně jako reklamní a marketingová agentura. Až později se zaměřila na tisk a zpracování knižních titulů.

## Některé knižní publikace

### Hudební nástroje
Svého druhu jedna z nejlepších knih, popisujících strukturu, dějiny a mnoho dalšího o hudebních nástrojích. Tato kniha dostala mimo jiné také Cenu rektora Masarykovy univerzity v Brně za významný tvůrčí čin.
Autorem Pavel Kurfürst, vydáno 2002, Praha. Nakladatel Togga.

### Hudba zvaná symfonie
Kniha, jak již název napovídá, pojednává o struktuře symfonie.
Miloš Hons, Praha 2005. Nakladatel Togga.

### Judaismus pro začátečníky
Přiblížení principů a dějin Judaismu.
Text a ilustrace Charles Szlakmann (překlad Hana Holubkovová). Vydalo nakladatelství Togga ve spolupráci s Odpolední židovskou školou Bejt elend, 2003, Praha.

### Alice Garrigue Masaryková: život ve stínu slavného otce
Publikace zaměřující se na život Alice Masarykové (1879–1966), nejstarší dcery prvního čs. prezidenta.
Autorem je Radovan Lovčí. Nakladatel Univerzita Karlova v Praze, Filozofická fakulta ve vydavatelství Togga, 2007.

### Fontes Musicae Bohemiae
V roce 2016 nakladatelství svoji produkci rozšířilo také o edici Fontes Musicae Bohemiae, která se zaměřuje na kritická vydání pramenů starší české hudby. Prvním titulem je Concerto in G českého barokního skladatele Antonína Reichenauera, (ISBN 978-80-7476-108-9). 